# ألان هاميلتون
ألان هاميلتون (بالإنجليزية: Allan Hamilton)‏ هو جراح أعصاب أمريكي، ولد في 16 نوفمبر 1950 في نيويورك في الولايات المتحدة.